# نگان لوک فونگ
نگان لوک فونگ (انگلیسی: Ngan Lok Fung؛ زادهٔ ۲۶ ژانویهٔ ۱۹۹۳) بازیکن فوتبال اهل چین است.
از باشگاه‌هایی که در آن بازی کرده‌است می‌توان به باشگاه ورزشی کیتچی و باشگاه فوتبال هنگ کنگ پگاسوس اشاره کرد.
وی همچنین در تیم‌های ملی فوتبال زیر ۲۳ سال هنگ کنگ و هنگ کنگ بازی کرده‌است.